# عبدالمحسن سعدون
عبدالمحسن سعدون (عربی: عبد المحسن السعدون؛ ۱۸۷۹ – ۱۳ نوامبر ۱۹۲۹) یک سیاست‌مدار اهل عراق بود که در سال‌های میان ۱۹۲۲ تا ۱۹۲۹ چهار بار به عنوان نخست‌وزیر پادشاهی عراق انتخاب شد.